# Johann Ludwig Hannemann
Pour les articles homonymes, voir Hannemann.
Johann Ludwig Hannemann (né le 25 octobre 1640 à Amsterdam – mort le 25 octobre 1724 à Kiel) est un professeur de médecine allemand. Il est surtout connu pour avoir été un opposant à l'idée de la circulation du sang. 
Il a étudié la chimie du phosphore, de l'or et de l'hématite et a écrit des articles sur la métallurgie, botanique, théologie ainsi que divers sujets médicaux. Son enseignement est influencé par les travaux de Claude Galien, Hippocrate et Aristote.

## Biographie
En 1675, il devient professeur à l'université Christian Albrecht de Kiel. Il y a notamment été le directeur de thèse de Georg Gottlob Richter.
En 1680, il devient membre de la Leopoldina.